# Contea di Valley (Nebraska)
La contea di Valley (in inglese Valley County) è una contea dello Stato del Nebraska, negli Stati Uniti. La popolazione al censimento del 2000 era di 4 647 abitanti. Il capoluogo di contea è Ord.